# Sarcophage des Époux
Pour l'exemplaire conservé au musée du Louvre, voir Sarcophage des Époux (Louvre).

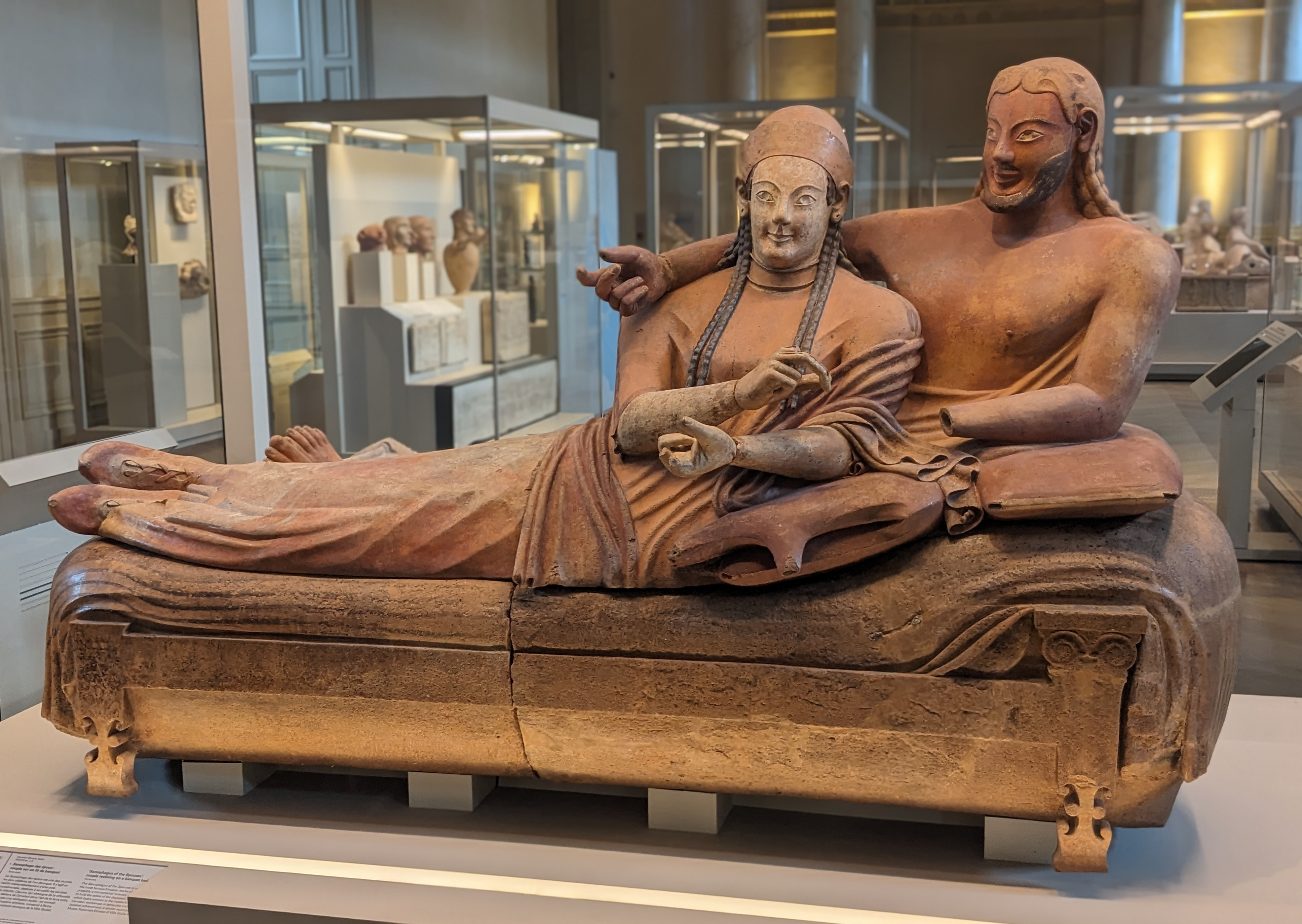
Exemplaire du musée du Louvre provenant de Cerveteri.

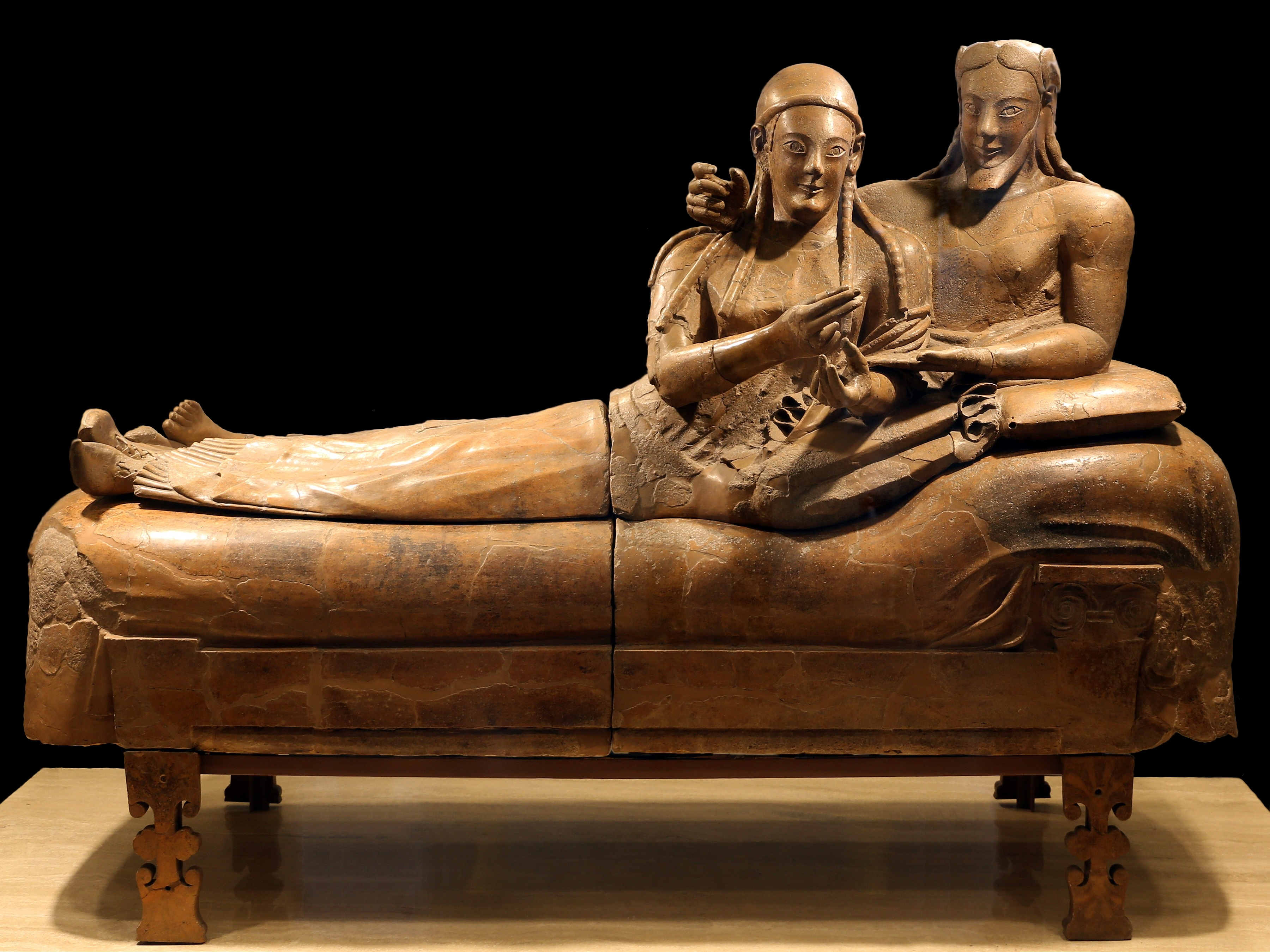
Celui du musée national étrusque de la villa Giulia de Rome.

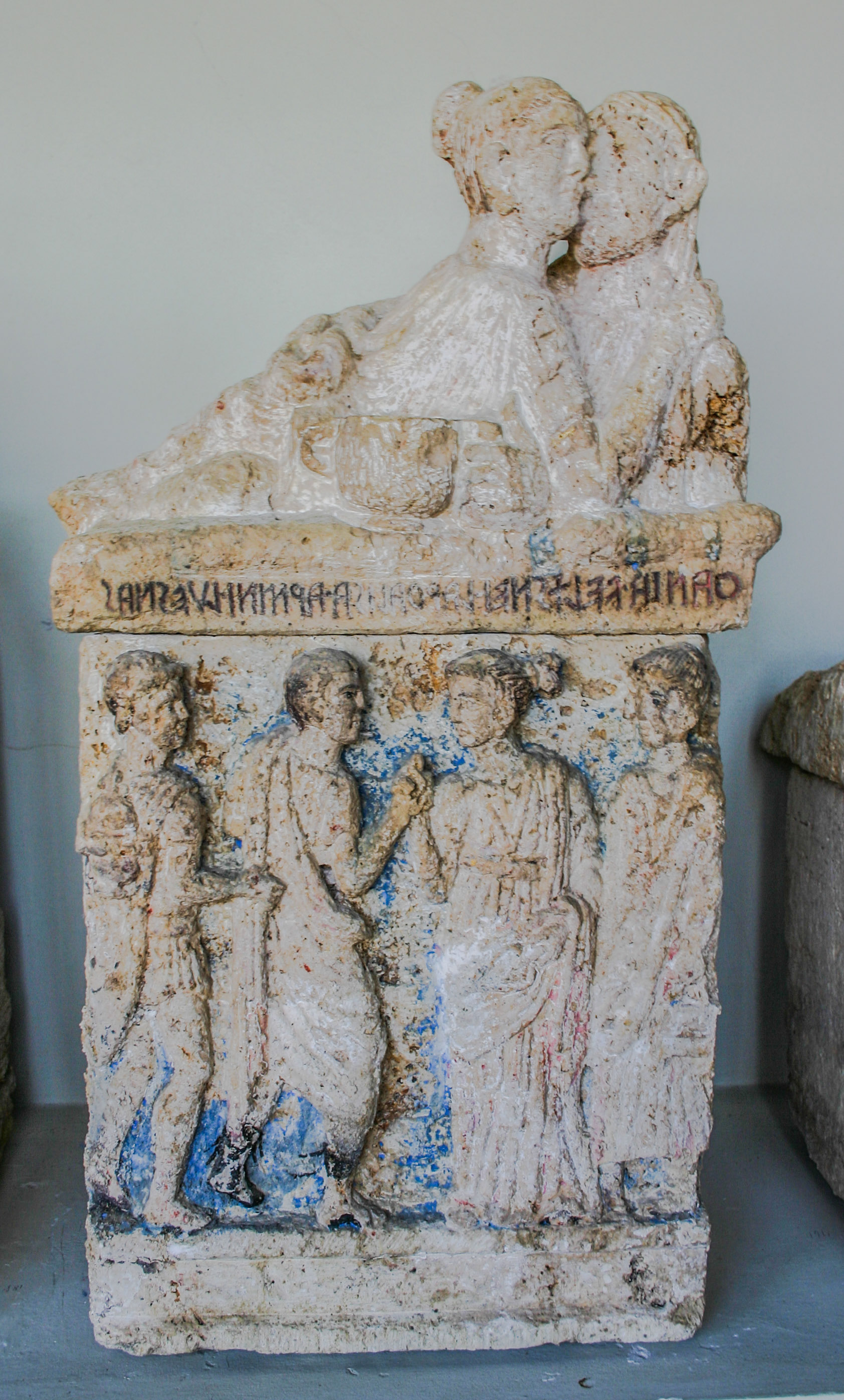
Exemplaire du Musée national d'Archéologie de l'Ombrie à Pérouse.

Sarcophage des Époux est le nom donné aux  urnes funéraires étrusques monumentales en terracotta (initialement polychrome), représentant deux époux allongés ensemble dans la pose du banquet étrusque, et dont les cendres ou les corps inhumés sont contenus dans l'urne (suivant les tailles).

## Histoire
Fabriquées à Caere vers 520 av. J.-C., ces urnes sont découvertes dans la nécropole de Banditaccia à  Cerveteri, dans le Latium, vers 1850 par le marquis Giampietro Campana.
Plusieurs exemplaires existent :
- Un exemplaire détenu initialement par l'ancienne collection Campana, en 1845, est acquis par  Napoléon III en 1861 pour le  musée du Louvre[1].
- Une autre, similaire, est conservée au Musée national étrusque de la villa Giulia de Rome.
- Plus traditionnelle dans ses dimensions, celle du Musée archéologique national d'Ombrie à Pérouse et celles issues de la nécropole de Monterozzi, conservées à Tarquinia.
- Celles du Musée Guarnacci de Volterra, urnes cinéraires de plus petite taille.
- Une de type Caere en terracotta a été conservée quelque temps au British Museum de Londres mais elle s'est avérée être un faux étrusque[2].

## Description
Ce type d'urne cinéraire est conforme aux traditions étrusques associées au culte de leurs morts : l'urne comporte un vase et un couvercle sur lequel est représenté, en sculpture, le défunt en position de banqueteur, allongé sur le triclinium et dans la pose du vivant, souriant, le coude gauche appuyé (sdraiato)  sur des outres à vin, les jambes enveloppées. Le désintérêt du réalisme dans les proportions anatomiques non respectées entre le visage, le corps et les jambes est typique de l'esthétique étrusque, qui cherche davantage dans la représentation des personnages un aspect symbolique.
Dans le Sarcophage des Époux, la première particularité repose sur sa taille (celle du Louvre : 1,11 × 0,69 × 1,94 m) qui lui a fait attribuer initialement, à sa découverte, le nom de sarcophage.
La deuxième particularité repose sur la présence des deux époux ensemble, allongés l'un contre l'autre, et dont les cendres sont mêlées dans l'urne ou dont plusieurs urnes sont rassemblées, l'épouse représentée versant du parfum (contenu dans une alabastre aujourd'hui disparue) sur une main que lui tend son époux, un des rituels des funérailles étrusques. Seule la femme porte des chaussures pointues, les calcei repandi.
Cela expose aussi l'importance de la femme dans les rôles de la cité étrusque, traduite ici dans des proportions et des poses similaires à celles de son époux.

## Esthétique étrusque
C'est également une des preuves formelle d'une esthétique étrusque particulière et originale, où la symbolique s'impose sur la stricte représentation proportionnée du corps humain : l'intimité de la relation conjugale se traduit  par un haut des corps distincts bien que proches, qui se fondent ensuite dans la partie inférieure de l'œuvre, « en une longue arabesque  qui va en s'aplatissant ».

## Exemplarité de l'œuvre

### Époque moderne
Si la pose du banquet étrusque a inspiré plusieurs autres œuvres funéraires dans l'histoire moderne (tombeau de Martín Vázquez de Arce en 1488, le sarcophage figuré d'Angelo Marzi de Médicis par Francesco da Sangallo à Florence), une seule œuvre reproduit le Sarcophage des Époux : il s'agit du tombeau en gisant des époux réalisé par la sculptrice Odette Maugendre-Villers pour elle-même et son époux Jean-Gabriel Domergue et qui se trouve au jardin d'agrément de la villa Domergue à Cannes.
À noter également la citation de l'œuvre du Louvre dans une esquisse d'Edgar Degas intitulée Mary Cassatt au Musée du Louvre - la galerie étrusque, dans laquelle la peintre américaine s'arrête devant le Sarcophage des Époux.
Dans Le sourire étrusque de José Luis Sampedro, le héros est émerveillé par le couple sculpté du Sarcophage des Époux qu'il admire à la villa Giulia de Rome. Il l'évoque tout au long du roman.

### À Rome
Le thème des époux se retrouve ainsi, par contamination culturelle, dans les sarcophages romains.

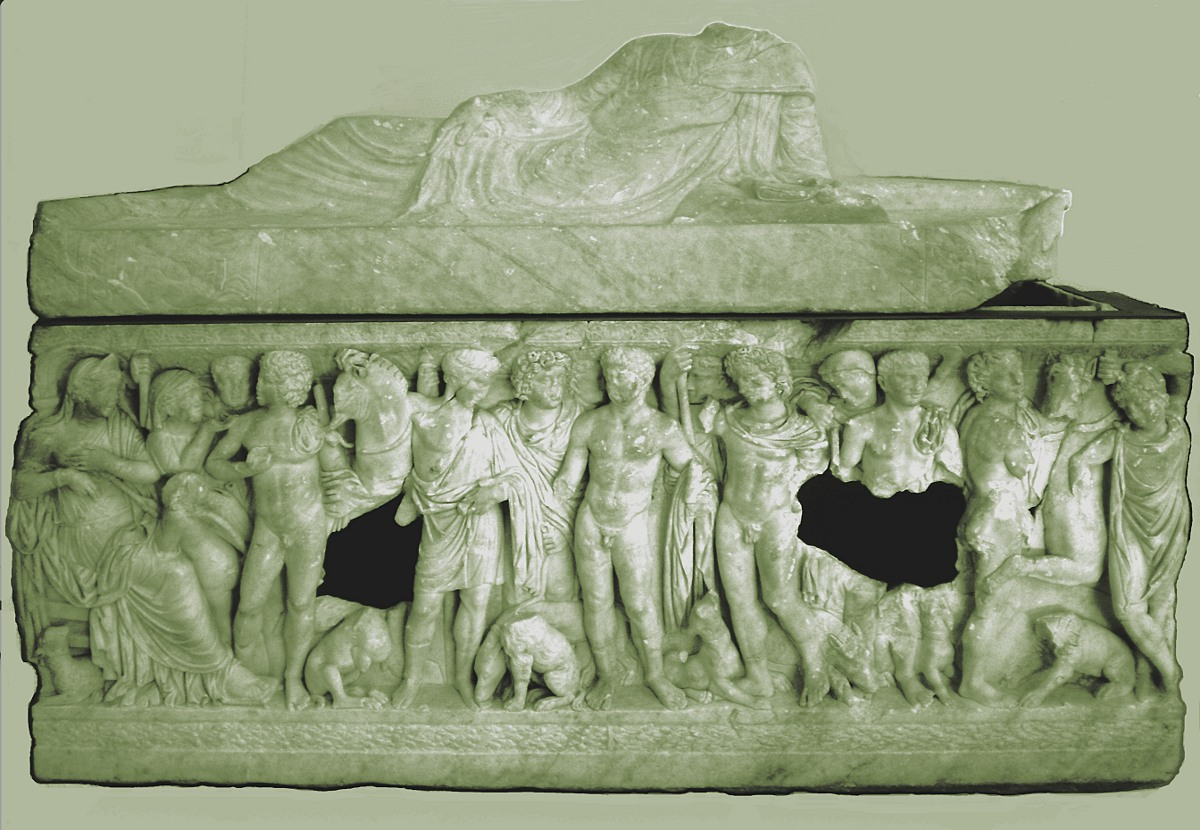
Sarcophage Phèdre et Hippolyte - IIIe siècle ap. J.-C. -  Musée de l'Arles antique.
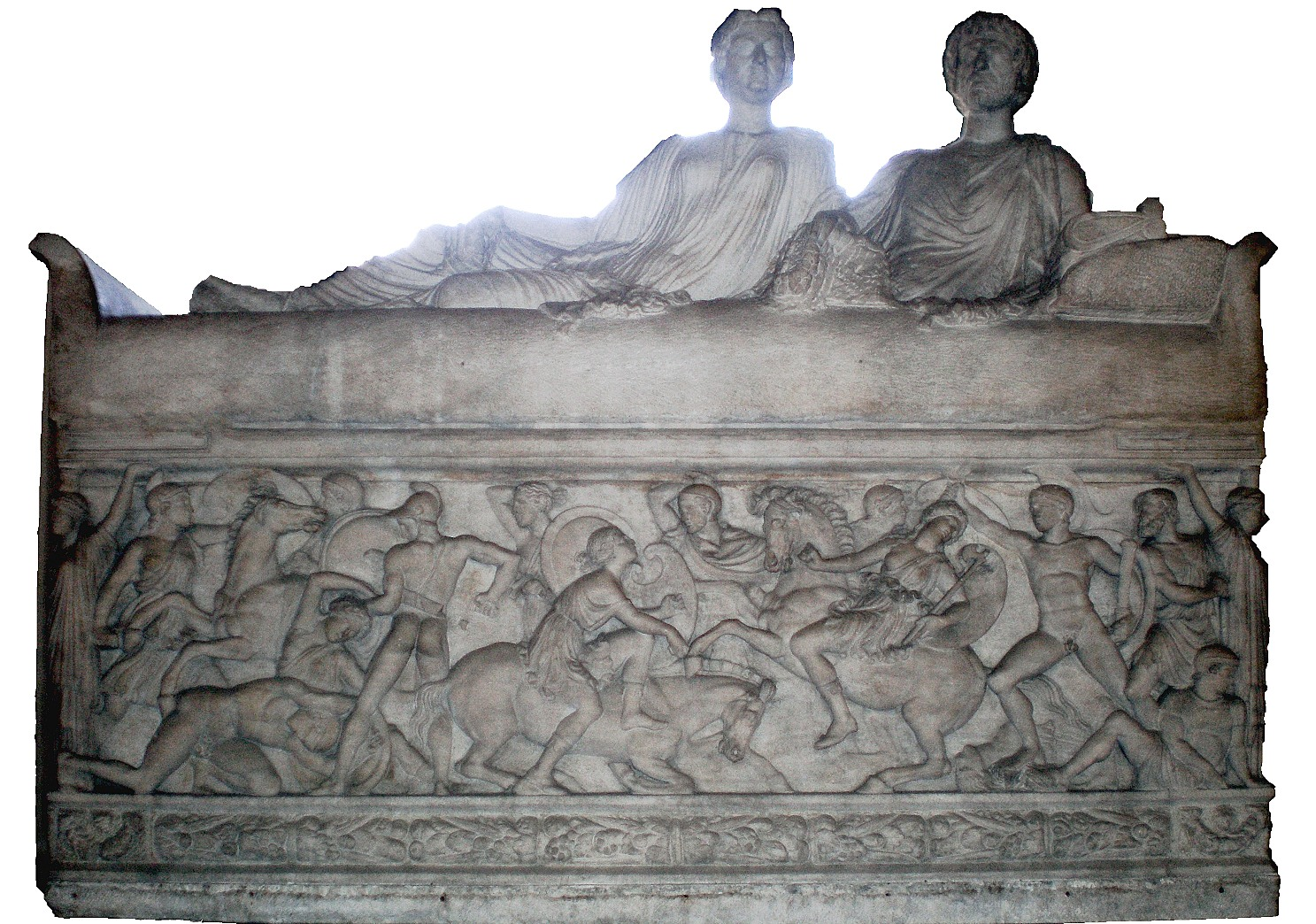
Combat entre les Grecs et les Amazones - IIe siècle  ap. J.-C. - Musée du Louvre.